# Michael Estrada
Artikeln följer den spanska namnseden; faderns efternamn är Estrada och moderns efternamn Martínez.
Michael Steveen Estrada Martínez, född 7 april 1996, är en ecuadoriansk fotbollsspelare som spelar för LDU Quito. Han spelar även för Ecuadors landslag.

## Klubbkarriär
I augusti 2022 lånades Estrada ut av Toluca till Cruz Azul på ett säsongslån. Den 2 juli 2023 lånades han ut till bulgariska CSKA Sofia. I februari 2024 återvände Estrada till Ecuador och skrev på ett 3,5-årskontrakt med LDU Quito.

## Landslagskarriär
Estrada debuterade för Ecuadors landslag den 5 september 2017 i match mot Peru.